# Ruellia luzoniensis
Ruellia luzoniensis är en akantusväxtart som beskrevs av Merrill. Ruellia luzoniensis ingår i släktet Ruellia och familjen akantusväxter. Inga underarter finns listade i Catalogue of Life.